# خار کتف
خار کتف (انگلیسی: Spine of scapula) یا خار کتفی (Scapular spine) حاشیه برجسته‌ای است که در سطح پسین کتف وجود دارد. خار کتف به طور مایل از چهارپنجم رو به داخل بخش بالایی کتف گذر کرده و حفره‌های بالاخاری و زیرخاری را از هم جدا می‌کند.
یکی از راه‌های درمان کتف صدادهنده برداشتن برجستگی‌های استخوان کتف است که معمولاً در جریان آن خار کتف را با عمل جراحی خارج می‌کنند.

## نگارخانه

Left scapula. Animation. Root of spine is shown in red.
Position of root of spine (shown in red.) Animation.
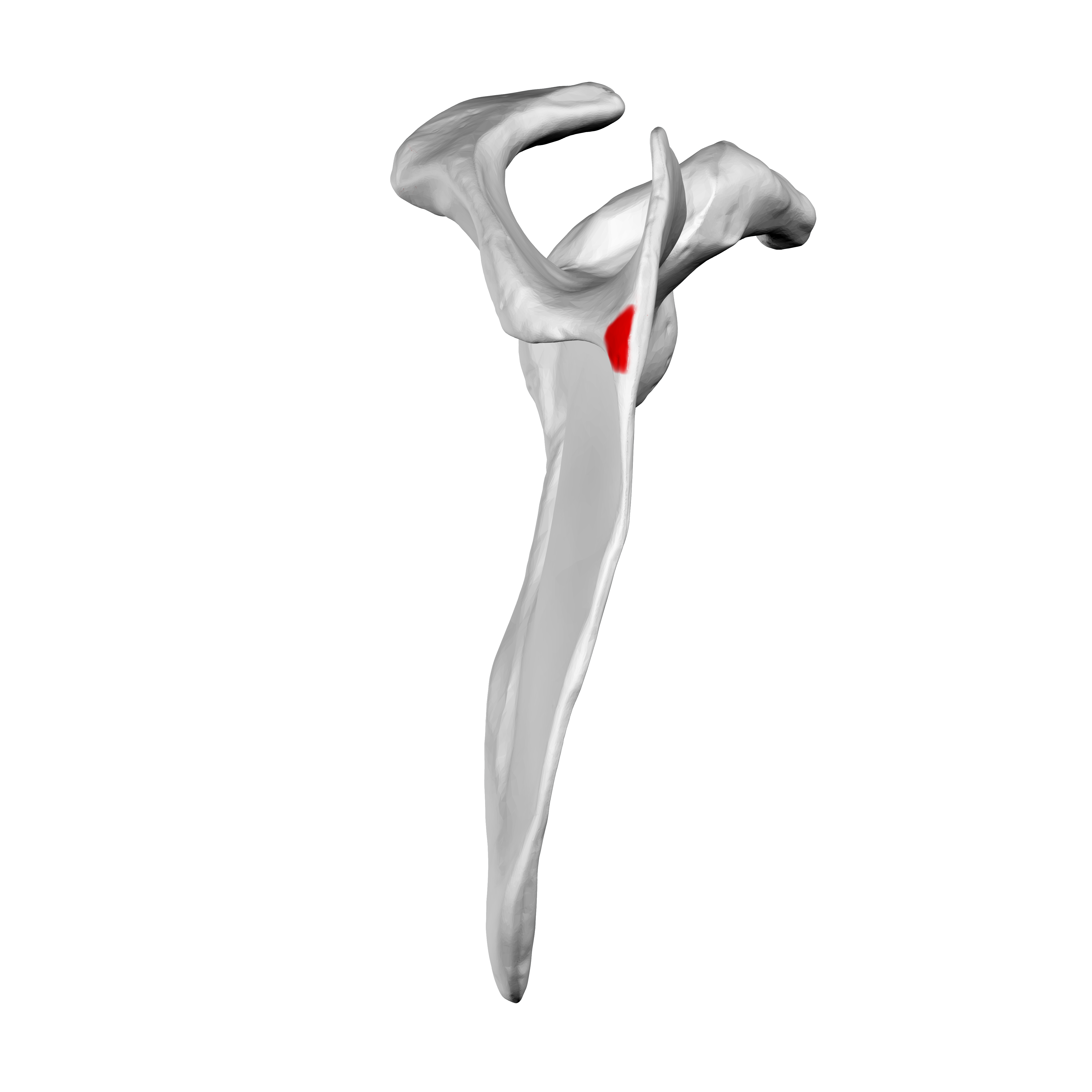
Medial view of left scapula. Root of spine shown in red.
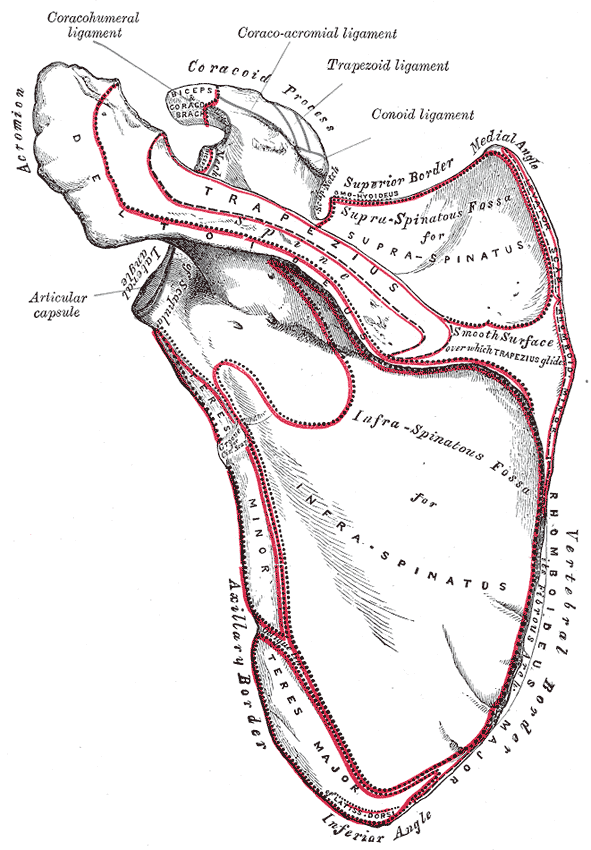
Posterior surface of scapula. Root of spine is not labeled. But visible at center right.
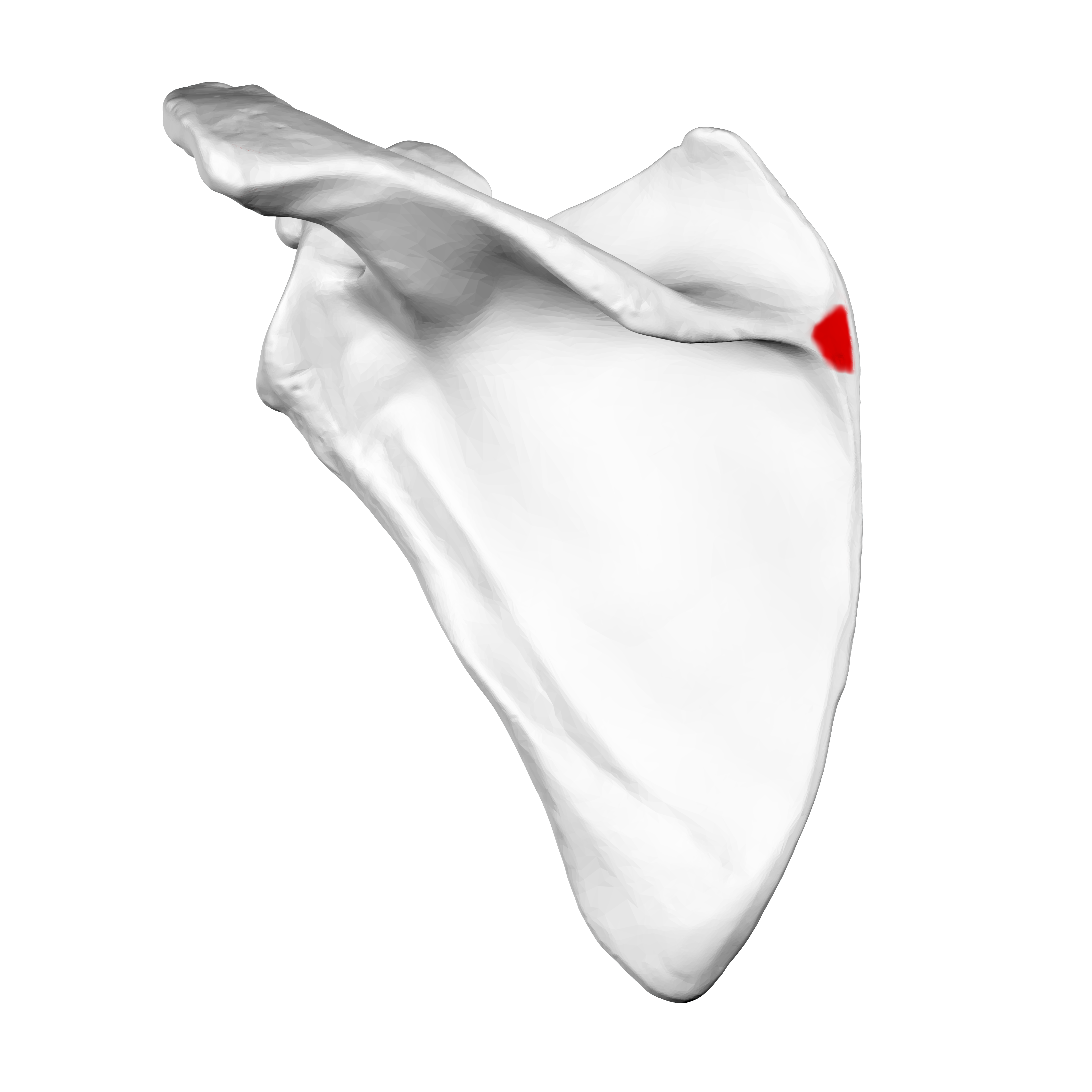
Left scapula. Posterior view. Root of spine shown in red.
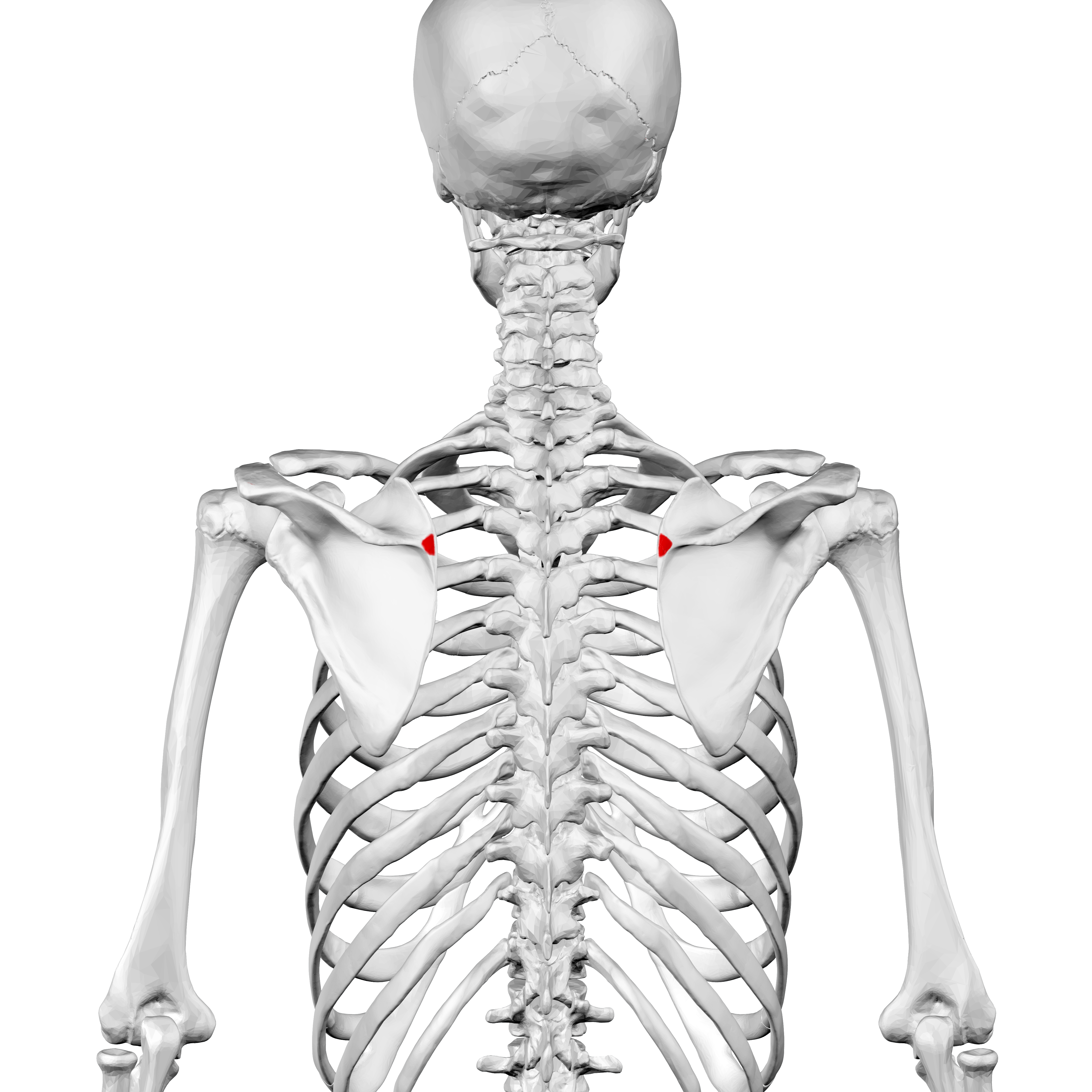
Posterior view. Root of spine shown in red.